# Hebius leucomystax
Hebius leucomystax (білогубий вуж) — вид змій родини полозових (Colubridae). Мешкає в Індокитаї.

## Поширення і екологія
Білогубі вужі мешкають в Аннамських горах на території В'єтнамі і Лаосу, а також спостерігалися у Національному парку Вірачі на північному заході Камбоджі. Вони живуть у вічнозелених мусонних лісах, на берегах струмків, на висоті від 400 до 1500 м над рівнем моря.